# Llista de masies del Barcelonès
Per municipi

Llista de masies del Barcelonès ordenades per municipi.
Informació actualitzada per un bot. Els canvis manuals es perdran quan s'actualitzi!
| imatge | Nom                                                     | instància de                                       | Municipi                                                              | Elevació s.n.m. en m | estat de conservació  | coordenades                                                             | Protecció                                                                                         | Commons (més fotos)                             | WD                            |
| ------ | ------------------------------------------------------- | -------------------------------------------------- | --------------------------------------------------------------------- | -------------------- | --------------------- | ----------------------------------------------------------------------- | ------------------------------------------------------------------------------------------------- | ----------------------------------------------- | ----------------------------- |
|        | Ca l'Alemany                                            | masia                                              | Badalona                                                              |                      | ruïnós                | 41° 27′ 55″ N, 2° 13′ 35″ E / 41.4653°N,2.22628°E                       | bé cultural d'interès local                                                                       | Ca l'Alemany (Badalona)                         | Modifica les dades a Wikidata |
|        | Ca l'Andal                                              | masia                                              | Badalona                                                              |                      |                       | 41° 27′ 16″ N, 2° 14′ 35″ E / 41.454459°N,2.243016°E                    | bé cultural d'interès local                                                                       | Ca l'Andal (Badalona)                           | Modifica les dades a Wikidata |
|        | Ca l'Arquer                                             | masia                                              | Badalona                                                              | 119                  |                       | 41° 28′ 29″ N, 2° 14′ 33″ E / 41.474699°N,2.24263°E                     | bé cultural d'interès local                                                                       | Ca l'Arquer (Badalona)                          | Modifica les dades a Wikidata |
|        | Ca l'Artiller                                           | masia                                              | Badalona                                                              |                      |                       | 41° 28′ 57″ N, 2° 13′ 08″ E / 41.4826103637812°N,2.21901328863589°E     |                                                                                                   |                                                 | Modifica les dades a Wikidata |
|        | Ca l'Umbert                                             | masia                                              | Badalona                                                              | 12                   |                       | 41° 26′ 58″ N, 2° 14′ 32″ E / 41.449556°N,2.242295°E                    | bé cultural d'interès local                                                                       | Ca l'Umbert (Badalona)                          | Modifica les dades a Wikidata |
|        | Ca n'Oms                                                | masia                                              | Badalona                                                              |                      |                       | 41° 28′ 42″ N, 2° 13′ 48″ E / 41.4783434405982°N,2.23008360074966°E     |                                                                                                   |                                                 | Modifica les dades a Wikidata |
|        | Cal Dimoni                                              | masia                                              | Badalona                                                              | 159                  |                       | 41° 28′ 33″ N, 2° 13′ 44″ E / 41.475942°N,2.228946°E                    | bé cultural d'interès local                                                                       | Cal Dimoni                                      | Modifica les dades a Wikidata |
|        | Can Banús                                               | masia                                              | Badalona                                                              |                      |                       | 41° 27′ 45″ N, 2° 14′ 13″ E / 41.462583333333335°N,2.236972222222222°E  |                                                                                                   |                                                 | Modifica les dades a Wikidata |
|        | Can Barbeta                                             | masia                                              | Badalona                                                              |                      |                       | 41° 28′ 55″ N, 2° 14′ 07″ E / 41.4820441530891°N,2.23528613832863°E     |                                                                                                   |                                                 | Modifica les dades a Wikidata |
|        | Can Barriga                                             | masia                                              | Badalona                                                              |                      |                       | 41° 27′ 24″ N, 2° 14′ 27″ E / 41.45672607421875°N,2.2408299446105957°E  | bé cultural d'interès local                                                                       | Can Barriga                                     | Modifica les dades a Wikidata |
|        | Can Blanch de les Eres                                  | masia                                              | Badalona                                                              | 22                   |                       | 41° 27′ 06″ N, 2° 14′ 44″ E / 41.451801°N,2.245677°E                    | bé cultural d'interès local                                                                       | Can Blanch de les Eres                          | Modifica les dades a Wikidata |
|        | Can Bofí Vell                                           | masia casa forta                                   | Badalona                                                              |                      |                       | 41° 27′ 19″ N, 2° 14′ 02″ E / 41.455361°N,2.233806°E                    | bé d'interès cultural bé cultural d'interès nacional                                              | Can Bofí Vell                                   | Modifica les dades a Wikidata |
|        | Can Bosc                                                | masia                                              | Badalona                                                              |                      |                       | 41° 28′ 27″ N, 2° 14′ 47″ E / 41.4741823678982°N,2.24645681661913°E     |                                                                                                   |                                                 | Modifica les dades a Wikidata |
|        | Can Boscà (Torre Nova)                                  | masia                                              | Badalona                                                              |                      |                       | 41° 27′ 17″ N, 2° 14′ 38″ E / 41.454795837402344°N,2.243786096572876°E  |                                                                                                   |                                                 | Modifica les dades a Wikidata |
|        | Can Bufalà                                              | masia                                              | Badalona                                                              |                      | enderrocat o destruït |                                                                         |                                                                                                   |                                                 | Modifica les dades a Wikidata |
|        | Can Butinyà                                             | masia                                              | Badalona                                                              |                      |                       | 41° 27′ 48″ N, 2° 13′ 15″ E / 41.4634°N,2.22095°E                       | bé cultural d'interès local                                                                       | Can Butinyà                                     | Modifica les dades a Wikidata |
|        | Can Cabanyes                                            | masia                                              | Badalona                                                              |                      |                       | 41° 26′ 54″ N, 2° 14′ 06″ E / 41.4483°N,2.23502°E                       | bé cultural d'interès local                                                                       | Can Cabanyes (Badalona)                         | Modifica les dades a Wikidata |
|        | Can Cabra                                               | masia                                              | Badalona                                                              |                      |                       | 41° 28′ 24″ N, 2° 14′ 37″ E / 41.4732080828366°N,2.24348599551476°E     |                                                                                                   |                                                 | Modifica les dades a Wikidata |
|        | Can Campmany                                            | masia                                              | Badalona                                                              |                      |                       | 41° 28′ 19″ N, 2° 14′ 06″ E / 41.4718731356253°N,2.23503442989704°E     |                                                                                                   |                                                 | Modifica les dades a Wikidata |
|        | Can Canyadó                                             | masia casa forta                                   | Badalona                                                              |                      |                       | 41° 27′ 30″ N, 2° 15′ 25″ E / 41.458214°N,2.256988°E                    | bé d'interès cultural bé cultural d'interès nacional                                              | Can Canyadó                                     | Modifica les dades a Wikidata |
|        | Can Castellet                                           | masia                                              | Badalona                                                              |                      |                       | 41° 28′ 10″ N, 2° 14′ 38″ E / 41.4695715755941°N,2.24386359273532°E     |                                                                                                   |                                                 | Modifica les dades a Wikidata |
|        | Can Cervera                                             | masia                                              | Badalona                                                              |                      |                       | 41° 28′ 15″ N, 2° 13′ 51″ E / 41.4709448367899°N,2.23090168033591°E     |                                                                                                   |                                                 | Modifica les dades a Wikidata |
|        | Can Claris                                              | masia                                              | Badalona                                                              |                      | enderrocat o destruït | 41° 26′ 37″ N, 2° 13′ 59″ E / 41.443622°N,2.233047°E                    |                                                                                                   | Can Claris (masia)                              | Modifica les dades a Wikidata |
|        | Can Coll                                                | masia                                              | Badalona                                                              |                      |                       | 41° 28′ 27″ N, 2° 14′ 03″ E / 41.47424849448631°N,2.2340792870900983°E  |                                                                                                   |                                                 | Modifica les dades a Wikidata |
|        | Can Colomer                                             | masia                                              | Badalona                                                              | 113                  |                       | 41° 28′ 23″ N, 2° 14′ 48″ E / 41.4731°N,2.24655°E                       | bé cultural d'interès local                                                                       | Can Colomer (Badalona)                          | Modifica les dades a Wikidata |
|        | Can Comes                                               | masia                                              | Badalona                                                              |                      |                       | 41° 28′ 51″ N, 2° 14′ 04″ E / 41.4807417737446°N,2.23448696568837°E     |                                                                                                   |                                                 | Modifica les dades a Wikidata |
|        | Can Devesa Nou                                          | masia                                              | Badalona                                                              |                      |                       | 41° 28′ 52″ N, 2° 12′ 50″ E / 41.4810258920507°N,2.21384594546795°E     |                                                                                                   |                                                 | Modifica les dades a Wikidata |
|        | Can Farigola                                            | masia                                              | Badalona                                                              | 20                   |                       | 41° 27′ 07″ N, 2° 14′ 46″ E / 41.451853°N,2.24619°E                     | bé cultural d'interès local                                                                       | Can Farigola (Badalona)                         | Modifica les dades a Wikidata |
|        | Can Ferrater                                            | masia                                              | Badalona                                                              |                      |                       | 41° 28′ 08″ N, 2° 14′ 00″ E / 41.468773°N,2.233344°E                    | bé cultural d'interès local                                                                       | Can Ferrater                                    | Modifica les dades a Wikidata |
|        | Can Geperut                                             | masia                                              | Badalona                                                              |                      |                       | 41° 28′ 53″ N, 2° 13′ 05″ E / 41.4815052062861°N,2.21809228657316°E     |                                                                                                   |                                                 | Modifica les dades a Wikidata |
|        | Can Grapa                                               | masia                                              | Badalona                                                              |                      |                       | 41° 28′ 23″ N, 2° 13′ 59″ E / 41.4730312467582°N,2.23310460772897°E     |                                                                                                   | Can Grapa                                       | Modifica les dades a Wikidata |
|        | Can Llagosta                                            | masia                                              | Badalona                                                              |                      | enderrocat o destruït | 41° 26′ 59″ N, 2° 14′ 48″ E / 41.449788888889°N,2.2466305555556°E       |                                                                                                   | Can Llagosta                                    | Modifica les dades a Wikidata |
|        | Can Miravitges                                          | masia                                              | Badalona                                                              | 130                  |                       | 41° 28′ 30″ N, 2° 14′ 31″ E / 41.475023°N,2.241908°E                    | bé cultural d'interès local                                                                       | Can Miravitges                                  | Modifica les dades a Wikidata |
|        | Can Mora                                                | masia                                              | Badalona                                                              |                      |                       | 41° 28′ 11″ N, 2° 13′ 52″ E / 41.469598°N,2.231076°E                    | bé cultural d'interès local                                                                       | Can Móra (Badalona)                             | Modifica les dades a Wikidata |
|        | Can Nadal                                               | masia                                              | Badalona                                                              |                      |                       | 41° 28′ 19″ N, 2° 13′ 58″ E / 41.4720204213303°N,2.23280514315602°E     |                                                                                                   | Can Nadal (Badalona)                            | Modifica les dades a Wikidata |
|        | Can Parrot                                              | masia                                              | Badalona                                                              |                      |                       | 41° 28′ 50″ N, 2° 14′ 01″ E / 41.4806015695037°N,2.23372204399863°E     |                                                                                                   |                                                 | Modifica les dades a Wikidata |
|        | Can Peixau                                              | masia                                              | Badalona                                                              |                      | enderrocat o destruït | 41° 26′ 49″ N, 2° 14′ 19″ E / 41.44694444444445°N,2.238611111111111°E   |                                                                                                   |                                                 | Modifica les dades a Wikidata |
|        | Can Pontons                                             | masia                                              | Badalona                                                              |                      |                       | 41° 27′ 51″ N, 2° 14′ 25″ E / 41.4642691796165°N,2.24021304778561°E     |                                                                                                   |                                                 | Modifica les dades a Wikidata |
|        | Can Pujol                                               | masia                                              | Badalona                                                              | 131                  |                       | 41° 28′ 23″ N, 2° 13′ 56″ E / 41.4731°N,2.23229°E                       | bé cultural d'interès local                                                                       | Can Pujol (Badalona)                            | Modifica les dades a Wikidata |
|        | Can Rafaller                                            | masia                                              | Badalona                                                              |                      |                       | 41° 28′ 54″ N, 2° 13′ 11″ E / 41.48158799598°N,2.21967236877614°E       |                                                                                                   |                                                 | Modifica les dades a Wikidata |
|        | Can Rocasalva                                           | masia                                              | Badalona                                                              | 24                   |                       | 41° 27′ 10″ N, 2° 14′ 46″ E / 41.452898°N,2.246159°E                    | bé cultural d'interès local                                                                       | Can Rocasalva                                   | Modifica les dades a Wikidata |
|        | Can Ros                                                 | masia                                              | Badalona                                                              |                      |                       | 41° 28′ 21″ N, 2° 13′ 55″ E / 41.4726370881222°N,2.23207929897671°E     |                                                                                                   | Can Ros (Badalona)                              | Modifica les dades a Wikidata |
|        | Can Rovira                                              | masia                                              | Badalona                                                              | 14                   |                       | 41° 27′ 02″ N, 2° 14′ 37″ E / 41.450542°N,2.243495°E                    | bé cultural d'interès local                                                                       | Can Rovira (Badalona)                           | Modifica les dades a Wikidata |
|        | Can Sabata                                              | masia                                              | Badalona                                                              |                      |                       | 41° 28′ 38″ N, 2° 13′ 58″ E / 41.4771542317484°N,2.23274460260071°E     |                                                                                                   |                                                 | Modifica les dades a Wikidata |
|        | Can Tiano                                               | masia                                              | Badalona                                                              |                      |                       | 41° 28′ 07″ N, 2° 14′ 05″ E / 41.4687184023428°N,2.23471225119021°E     |                                                                                                   |                                                 | Modifica les dades a Wikidata |
|        | Can Tiranasi                                            | masia                                              | Badalona                                                              | 20                   |                       | 41° 27′ 06″ N, 2° 14′ 47″ E / 41.45164°N,2.246264°E                     | bé cultural d'interès local                                                                       | Can Tiranasi                                    | Modifica les dades a Wikidata |
|        | Can Torres                                              | masia                                              | Badalona                                                              |                      |                       | 41° 28′ 56″ N, 2° 13′ 48″ E / 41.4821613867888°N,2.22990665157939°E     |                                                                                                   |                                                 | Modifica les dades a Wikidata |
|        | Can Trencalòs                                           | masia                                              | Badalona                                                              |                      |                       | 41° 28′ 08″ N, 2° 15′ 06″ E / 41.4688115612948°N,2.2516086079581°E      |                                                                                                   |                                                 | Modifica les dades a Wikidata |
|        | Can Trons                                               | masia                                              | Badalona                                                              | 167                  |                       | 41° 28′ 30″ N, 2° 13′ 45″ E / 41.475131°N,2.229231°E                    | bé cultural d'interès local                                                                       | Can Trons                                       | Modifica les dades a Wikidata |
|        | Can Tàpies                                              | masia                                              | Badalona                                                              |                      | enderrocat o destruït | 41° 40′ 18″ N, 2° 24′ 35″ E / 41.67177820174272°N,2.40967088521573°E    |                                                                                                   | Can Tàpies (Badalona)                           | Modifica les dades a Wikidata |
|        | Can Valls                                               | masia                                              | Badalona                                                              |                      | enderrocat o destruït |                                                                         |                                                                                                   | Can Valls (Badalona)                            | Modifica les dades a Wikidata |
|        | Can Vestit                                              | masia                                              | Badalona                                                              |                      |                       | 41° 28′ 28″ N, 2° 14′ 44″ E / 41.4744294536393°N,2.24567547905459°E     |                                                                                                   |                                                 | Modifica les dades a Wikidata |
|        | Casa de l'Heura                                         | jaciment arqueològic casa romana zona arqueològica | Badalona                                                              |                      |                       | 41° 27′ 12″ N, 2° 14′ 46″ E / 41.45344444444444°N,2.246027777777778°E   | bé cultural d'interès nacional                                                                    | Casa de l'Heura                                 | Modifica les dades a Wikidata |
|        | Casa dels Dofins                                        | jaciment arqueològic casa romana                   | Badalona                                                              |                      |                       | 41° 27′ 12″ N, 2° 14′ 44″ E / 41.453267°N,2.24559°E                     |                                                                                                   | Casa dels Dofins                                | Modifica les dades a Wikidata |
|        | castell de Godmar                                       | masia casa forta                                   | Badalona                                                              |                      |                       | 41° 28′ 28″ N, 2° 14′ 41″ E / 41.4744°N,2.24472°E                       | bé d'interès cultural bé cultural d'interès nacional                                              | Castell de Godmar                               | Modifica les dades a Wikidata |
|        | la Canonja                                              | masia                                              | Badalona                                                              |                      |                       | 41° 27′ 45″ N, 2° 15′ 20″ E / 41.4626126897968°N,2.25549971455875°E     |                                                                                                   |                                                 | Modifica les dades a Wikidata |
|        | Mas Amigó                                               | masia                                              | Badalona                                                              |                      |                       | 41° 28′ 16″ N, 2° 13′ 54″ E / 41.471111111111114°N,2.2316666666666665°E | bé cultural d'interès local                                                                       | Mas Amigó (Badalona)                            | Modifica les dades a Wikidata |
|        | Mas Boscà                                               | masia                                              | Badalona                                                              | 114                  |                       | 41° 28′ 19″ N, 2° 14′ 39″ E / 41.4719°N,2.24406°E                       | bé cultural d'interès local                                                                       | Mas Boscà (Badalona)                            | Modifica les dades a Wikidata |
|        | Mas Jornet                                              | masia                                              | Badalona                                                              |                      |                       | 41° 28′ 11″ N, 2° 13′ 49″ E / 41.46975°N,2.2301944444444444°E           |                                                                                                   |                                                 | Modifica les dades a Wikidata |
|        | Mas Oliver                                              | masia                                              | Badalona                                                              |                      |                       | 41° 28′ 29″ N, 2° 13′ 52″ E / 41.474802°N,2.231118°E                    | bé cultural d'interès local                                                                       | Mas Oliver (Badalona)                           | Modifica les dades a Wikidata |
|        | Mas Ram                                                 | masia                                              | Badalona                                                              |                      |                       | 41° 28′ 34″ N, 2° 15′ 08″ E / 41.476058°N,2.2521°E                      | bé cultural d'interès local                                                                       | Mas Ram (masia)                                 | Modifica les dades a Wikidata |
|        | masia al carrer Sant Sebastià                           | masia                                              | Badalona                                                              | 19                   |                       | 41° 27′ 06″ N, 2° 14′ 43″ E / 41.451632°N,2.245358°E                    | bé cultural d'interès local                                                                       | Masia al carrer Sant Sebastià                   | Modifica les dades a Wikidata |
|        | Masia Casas                                             | masia                                              | Badalona                                                              | 19                   |                       | 41° 27′ 06″ N, 2° 14′ 42″ E / 41.451658°N,2.245044°E                    | bé cultural d'interès local                                                                       | Masia Casas (Badalona)                          | Modifica les dades a Wikidata |
|        | Torre Montserrat                                        | masia                                              | Badalona                                                              |                      |                       | 41° 28′ 06″ N, 2° 14′ 16″ E / 41.4684686350045°N,2.23779287915503°E     |                                                                                                   |                                                 | Modifica les dades a Wikidata |
|        | Vil·la romana de l'Estrella                             | jaciment arqueològic vil·la romana                 | Badalona                                                              |                      |                       | 41° 26′ 56″ N, 2° 14′ 23″ E / 41.44888888888889°N,2.2397222222222224°E  | bé integrant del patrimoni cultural català                                                        |                                                 | Modifica les dades a Wikidata |
|        | Ca l'Agustí                                             | masia                                              | Barcelona Provençals del Poblenou Sant Martí                          |                      |                       | 41° 24′ 52″ N, 2° 12′ 23″ E / 41.414425°N,2.206267°E                    | bé integrant del patrimoni cultural català                                                        | Ca l'Agustí                                     | Modifica les dades a Wikidata |
|        | Ca l'Alegre de Baix                                     | masia                                              | Barcelona Gràcia Vila de Gràcia                                       |                      | enderrocat o destruït | 41° 24′ 25″ N, 2° 08′ 59″ E / 41.406944444444°N,2.1497222222222°E       |                                                                                                   | Ca l'Alegre de Baix                             | Modifica les dades a Wikidata |
|        | Ca l'Arnó                                               | masia                                              | Barcelona Sant Martí Sant Martí de Provençals                         |                      |                       | 41° 25′ 13″ N, 2° 11′ 49″ E / 41.4202°N,2.19697°E                       | bé cultural d'interès local                                                                       | Ca l'Arnó                                       | Modifica les dades a Wikidata |
|        | Ca l'Eudald                                             | masia                                              | Barcelona Horta Horta-Guinardó                                        |                      |                       | 41° 25′ 36″ N, 2° 09′ 38″ E / 41.426767°N,2.160622°E                    | bé integrant del patrimoni cultural català                                                        | Ca l'Eudald (Horta-Guinardó)                    | Modifica les dades a Wikidata |
|        | Ca l'Oller                                              | masia                                              | Barcelona Sant Andreu Trinitat Vella                                  |                      |                       | 41° 27′ 06″ N, 2° 11′ 36″ E / 41.4516°N,2.19342°E                       |                                                                                                   |                                                 | Modifica les dades a Wikidata |
|        | Ca la Peira                                             | masia                                              | Barcelona Horta Horta-Guinardó                                        |                      |                       | 41° 25′ 51″ N, 2° 09′ 50″ E / 41.43089355045267°N,2.163827117131192°E   |                                                                                                   |                                                 | Modifica les dades a Wikidata |
|        | Ca la Sínia                                             | masia                                              | Barcelona Horta-Guinardó                                              |                      | enderrocat o destruït | 41° 26′ 03″ N, 2° 09′ 08″ E / 41.43408°N,2.15234°E                      |                                                                                                   |                                                 | Modifica les dades a Wikidata |
|        | Ca n'Amell Gran                                         | masia                                              | Barcelona Nou Barris la Guineueta                                     |                      |                       | 41° 26′ 15″ N, 2° 10′ 10″ E / 41.43757842101462°N,2.1694853913865133°E  |                                                                                                   | Ca n'Amell Gran                                 | Modifica les dades a Wikidata |
|        | Ca n'Andalet                                            | masia                                              | Barcelona Horta-Guinardó el Carmel                                    |                      |                       | 41° 25′ 37″ N, 2° 09′ 13″ E / 41.427°N,2.1535°E                         | bé integrant del patrimoni cultural català bé amb protecció urbanística                           | Ca n'Andalet                                    | Modifica les dades a Wikidata |
|        | Ca n'Artés                                              | masia                                              | Barcelona Nou Barris el Turó de la Peira                              | 60                   |                       | 41° 25′ 50″ N, 2° 10′ 21″ E / 41.430580555556°N,2.1726222222222°E       | bé cultural d'interès local                                                                       | Ca l'Artés (Nou Barris)                         | Modifica les dades a Wikidata |
|        | Ca n'Estisora                                           | masia                                              | Barcelona Sarrià - Sant Gervasi Vallvidrera, el Tibidabo i les Planes |                      |                       | 41° 25′ 17″ N, 2° 06′ 40″ E / 41.421527°N,2.111076°E                    | bé integrant del patrimoni cultural català                                                        | Ca n'Estisora                                   | Modifica les dades a Wikidata |
|        | Cal Bonet                                               | masia                                              | Barcelona Nou Barris                                                  |                      | enderrocat o destruït | 41° 25′ 53″ N, 2° 10′ 00″ E / 41.4313°N,2.16671°E                       |                                                                                                   |                                                 | Modifica les dades a Wikidata |
|        | Cal Coix                                                | masia                                              | Barcelona les Corts                                                   |                      | enderrocat o destruït | 41° 23′ 06″ N, 2° 07′ 43″ E / 41.384982°N,2.128541°E                    |                                                                                                   | Cal Coix (les Corts)                            | Modifica les dades a Wikidata |
|        | Cal Garibaldi                                           | masia                                              | Barcelona Nou Barris                                                  |                      | enderrocat o destruït | 41° 25′ 50″ N, 2° 09′ 59″ E / 41.430674°N,2.166379°E                    |                                                                                                   |                                                 | Modifica les dades a Wikidata |
|        | Cal Nazari                                              | masia                                              | Barcelona Sarrià - Sant Gervasi Vallvidrera, el Tibidabo i les Planes |                      |                       | 41° 24′ 45″ N, 2° 05′ 54″ E / 41.41256°N,2.0984°E                       | bé integrant del patrimoni cultural català                                                        | Cal Nazari (Barcelona)                          | Modifica les dades a Wikidata |
|        | Cal Notari                                              | masia                                              | Barcelona Horta Horta-Guinardó                                        |                      | enderrocat o destruït | 41° 26′ 22″ N, 2° 09′ 13″ E / 41.439547°N,2.153615°E                    |                                                                                                   |                                                 | Modifica les dades a Wikidata |
|        | Cal Playa                                               | masia                                              | Barcelona Nou Barris                                                  |                      | enderrocat o destruït | 41° 25′ 52″ N, 2° 09′ 56″ E / 41.431194°N,2.16553°E                     |                                                                                                   |                                                 | Modifica les dades a Wikidata |
|        | Cal Senyorito                                           | masia edifici residencial                          | Barcelona Horta-Guinardó la Clota                                     |                      |                       | 41° 25′ 40″ N, 2° 09′ 09″ E / 41.427852630615234°N,2.1526238918304443°E | bé amb protecció urbanística                                                                      |                                                 | Modifica les dades a Wikidata |
|        | Cal Setze                                               | masia                                              | Barcelona Sarrià Sarrià - Sant Gervasi                                |                      | enderrocat o destruït | 41° 23′ 47″ N, 2° 07′ 23″ E / 41.396415°N,2.122917°E                    |                                                                                                   | Cal Setze                                       | Modifica les dades a Wikidata |
|        | Cal Totxo                                               | masia                                              | Barcelona Sarrià - Sant Gervasi Vallvidrera, el Tibidabo i les Planes |                      |                       | 41° 25′ 18″ N, 2° 06′ 56″ E / 41.42168°N,2.11566°E                      | bé integrant del patrimoni cultural català                                                        | Cal Totxo (Barcelona)                           | Modifica les dades a Wikidata |
|        | Cal Xero                                                | masia                                              | Barcelona Gràcia Vila de Gràcia                                       |                      |                       | 41° 24′ 13″ N, 2° 09′ 41″ E / 41.403513°N,2.161468°E                    |                                                                                                   |                                                 | Modifica les dades a Wikidata |
|        | Cal Xipreret                                            | masia                                              | Barcelona Gràcia la Salut                                             |                      |                       | 41° 24′ 46″ N, 2° 09′ 27″ E / 41.41291°N,2.15756°E                      | bé integrant del patrimoni cultural català bé amb elements d'interès bé amb protecció urbanística | Cal Xipreret                                    | Modifica les dades a Wikidata |
|        | Can Bacardí                                             | masia                                              | Barcelona Horta Horta-Guinardó                                        |                      |                       | 41° 25′ 41″ N, 2° 09′ 41″ E / 41.428113°N,2.161343°E                    | bé integrant del patrimoni cultural català                                                        | Vista Alegre (Barcelona)                        | Modifica les dades a Wikidata |
|        | Can Balasc                                              | masia                                              | Barcelona Sarrià - Sant Gervasi Vallvidrera, el Tibidabo i les Planes | 242                  |                       | 41° 25′ 48″ N, 2° 04′ 41″ E / 41.430069°N,2.078084°E                    | bé integrant del patrimoni cultural català                                                        | Can Balasc (Collserola)                         | Modifica les dades a Wikidata |
|        | Can Baliarda                                            | masia                                              | Barcelona Horta Horta-Guinardó                                        |                      |                       | 41° 26′ 14″ N, 2° 09′ 16″ E / 41.43733458082898°N,2.154485869481585°E   | bé amb protecció urbanística                                                                      | Can Baliarda                                    | Modifica les dades a Wikidata |
|        | Can Barret (Montbau)                                    | masia                                              | Barcelona Horta-Guinardó Montbau                                      |                      | enderrocat o destruït | 41° 26′ 01″ N, 2° 08′ 36″ E / 41.43352993770048°N,2.1432451543981723°E  |                                                                                                   |                                                 | Modifica les dades a Wikidata |
|        | Can Bartra                                              | masia                                              | Barcelona Horta-Guinardó                                              |                      | enderrocat o destruït |                                                                         |                                                                                                   | Can Bartra (Guinardó)                           | Modifica les dades a Wikidata |
|        | Can Baró                                                | masia                                              | Barcelona Can Baró Horta-Guinardó                                     |                      |                       | 41° 25′ 00″ N, 2° 09′ 44″ E / 41.4166°N,2.16228°E                       | bé integrant del patrimoni cultural català bé amb protecció urbanística                           | Can Baró (masia)                                | Modifica les dades a Wikidata |
|        | Can Basseda                                             | masia                                              | Barcelona Sarrià - Sant Gervasi Vallvidrera, el Tibidabo i les Planes |                      |                       | 41° 25′ 08″ N, 2° 06′ 33″ E / 41.4188944961039°N,2.10905285135744°E     |                                                                                                   | Can Basseda                                     | Modifica les dades a Wikidata |
|        | Can Bastida                                             | masia                                              | Barcelona Nou Barris Vilapicina i la Torre Llobeta                    |                      | enderrocat o destruït | 41° 25′ 39″ N, 2° 10′ 08″ E / 41.427561°N,2.168766°E                    |                                                                                                   | Can Bastida (Barcelona)                         | Modifica les dades a Wikidata |
|        | Can Basté                                               | masia                                              | Barcelona Nou Barris el Turó de la Peira                              |                      |                       | 41° 25′ 50″ N, 2° 10′ 23″ E / 41.430578281038294°N,2.173078842539544°E  | bé cultural d'interès local                                                                       | Can Basté                                       | Modifica les dades a Wikidata |
|        | Can Besora                                              | masia                                              | Barcelona Horta-Guinardó Sant Genís dels Agudells                     |                      | enderrocat o destruït | 41° 25′ 24″ N, 2° 08′ 19″ E / 41.423357°N,2.13859°E                     |                                                                                                   | Can Besora (Sant Genís dels Agudells)           | Modifica les dades a Wikidata |
|        | Can Borni                                               | masia                                              | Barcelona Horta-Guinardó Sant Genís dels Agudells                     |                      |                       | 41° 25′ 25″ N, 2° 07′ 24″ E / 41.423723935081°N,2.12331154898449°E      |                                                                                                   |                                                 | Modifica les dades a Wikidata |
|        | Can Bransí                                              | masia                                              | Barcelona Horta Horta-Guinardó                                        |                      | enderrocat o destruït | 41° 25′ 44″ N, 2° 09′ 37″ E / 41.428856°N,2.160254°E                    |                                                                                                   |                                                 | Modifica les dades a Wikidata |
|        | Can Brasó                                               | masia                                              | Barcelona Horta-Guinardó la Vall d'Hebron                             |                      | enderrocat o destruït | 41° 25′ 54″ N, 2° 08′ 56″ E / 41.43162222°N,2.14898056°E                |                                                                                                   |                                                 | Modifica les dades a Wikidata |
|        | Can Bruixa                                              | masia                                              | Barcelona les Corts                                                   |                      | enderrocat o destruït | 41° 23′ 02″ N, 2° 07′ 51″ E / 41.383774°N,2.130749°E                    |                                                                                                   | Can Bruixa (les Corts)                          | Modifica les dades a Wikidata |
|        | Can Bruixa                                              | masia                                              | Barcelona Sants-Montjuïc la Bordeta                                   |                      | en perill             | 41° 22′ 09″ N, 2° 08′ 07″ E / 41.369297°N,2.135159°E                    |                                                                                                   | Can Bruixa                                      | Modifica les dades a Wikidata |
|        | Can Cabassa                                             | masia                                              | Barcelona Sarrià - Sant Gervasi Vallvidrera, el Tibidabo i les Planes |                      |                       | 41° 24′ 47″ N, 2° 05′ 57″ E / 41.412985°N,2.09905°E                     | bé integrant del patrimoni cultural català                                                        | Can Cabassa (Barcelona)                         | Modifica les dades a Wikidata |
|        | Can Cadena                                              | masia                                              | Barcelona Sant Martí Sant Martí de Provençals                         |                      |                       | 41° 25′ 14″ N, 2° 11′ 52″ E / 41.4205°N,2.19779°E                       | bé cultural d'interès local                                                                       | Can Cadena                                      | Modifica les dades a Wikidata |
|        | Can Calopa de Dalt                                      | masia                                              | Barcelona Sarrià - Sant Gervasi Vallvidrera, el Tibidabo i les Planes |                      |                       | 41° 25′ 45″ N, 2° 03′ 41″ E / 41.429251°N,2.061507°E                    | bé integrant del patrimoni cultural català bé amb protecció urbanística                           | Can Calopa de Dalt                              | Modifica les dades a Wikidata |
|        | Can Canals                                              | masia                                              | Barcelona Sant Gervasi - la Bonanova Sarrià - Sant Gervasi            |                      |                       | 41° 24′ 38″ N, 2° 07′ 50″ E / 41.410629°N,2.130551°E                    | bé cultural d'interès local                                                                       | Can Canals                                      | Modifica les dades a Wikidata |
|        | Can Canet de la Riera                                   | masia                                              | Barcelona Pedralbes les Corts                                         |                      |                       | 41° 23′ 33″ N, 2° 07′ 03″ E / 41.39255°N,2.11761°E                      | bé integrant del patrimoni cultural català bé amb protecció urbanística                           | Can Canet de la Riera                           | Modifica les dades a Wikidata |
|        | Can Canut                                               | masia                                              | Barcelona Sarrià Sarrià - Sant Gervasi                                |                      | enderrocat o destruït |                                                                         | bé integrant del patrimoni cultural català                                                        |                                                 | Modifica les dades a Wikidata |
|        | Can Carabassa                                           | mansió masia                                       | Barcelona Horta-Guinardó la Font d'en Fargues                         |                      |                       | 41° 25′ 36″ N, 2° 09′ 45″ E / 41.426596°N,2.162552°E                    | bé cultural d'interès local                                                                       | Can Carabassa                                   | Modifica les dades a Wikidata |
|        | Can Carreras                                            | masia                                              | Barcelona Nou Barris la Guineueta                                     |                      |                       | 41° 26′ 12″ N, 2° 09′ 57″ E / 41.43661°N,2.16583°E                      | bé integrant del patrimoni cultural català                                                        | Can Carreras (Nou Barris)                       | Modifica les dades a Wikidata |
|        | Can Castellví                                           | masia                                              | Barcelona Sarrià - Sant Gervasi Vallvidrera, el Tibidabo i les Planes |                      |                       | 41° 25′ 13″ N, 2° 04′ 54″ E / 41.420297°N,2.081785°E                    | bé integrant del patrimoni cultural català                                                        | Can Castellví                                   | Modifica les dades a Wikidata |
|        | Can Castelló                                            | masia jardí                                        | Barcelona Sant Gervasi-Galvany Sarrià - Sant Gervasi                  |                      |                       | 41° 23′ 56″ N, 2° 08′ 24″ E / 41.399°N,2.13987°E                        | bé integrant del patrimoni cultural català bé amb protecció urbanística                           | Can Castelló                                    | Modifica les dades a Wikidata |
|        | Can Climent                                             | masia                                              | Barcelona Sarrià - Sant Gervasi Vallvidrera, el Tibidabo i les Planes |                      |                       | 41° 25′ 32″ N, 2° 05′ 19″ E / 41.4256711750301°N,2.08874705868179°E     |                                                                                                   |                                                 | Modifica les dades a Wikidata |
|        | Can Clos (antic Can Mestres)                            | casa masia                                         | Barcelona Sants-Montjuïc la Marina de Port                            |                      |                       | 41° 21′ 35″ N, 2° 08′ 41″ E / 41.359657287597656°N,2.1446399688720703°E | bé amb protecció urbanística                                                                      |                                                 | Modifica les dades a Wikidata |
|        | Can Cortada                                             | masia                                              | Barcelona Horta Horta-Guinardó                                        |                      |                       | 41° 26′ 10″ N, 2° 09′ 09″ E / 41.43623°N,2.152513°E                     | bé cultural d'interès local                                                                       | Can Cortada (Horta-Guinardó)                    | Modifica les dades a Wikidata |
|        | Can Cros                                                | masia                                              | Barcelona Sants Sants-Montjuïc                                        |                      |                       | 41° 22′ 29″ N, 2° 08′ 16″ E / 41.37477°N,2.13774°E                      | bé integrant del patrimoni cultural català bé amb protecció urbanística                           | Can Cros                                        | Modifica les dades a Wikidata |
|        | Can Don Joan                                            | masia                                              | Barcelona Horta-Guinardó la Clota                                     |                      | enderrocat o destruït | 41° 25′ 46″ N, 2° 09′ 22″ E / 41.42947614804716°N,2.1559973026909964°E  |                                                                                                   |                                                 | Modifica les dades a Wikidata |
|        | Can Dragó Nou                                           | masia                                              | Barcelona Nou Barris la Prosperitat                                   |                      | enderrocat o destruït | 41° 26′ 28″ N, 2° 11′ 00″ E / 41.441178°N,2.183275°E                    |                                                                                                   |                                                 | Modifica les dades a Wikidata |
|        | Can Dragó Vell                                          | masia                                              | Barcelona Nou Barris la Prosperitat                                   |                      | enderrocat o destruït | 41° 26′ 26″ N, 2° 11′ 03″ E / 41.440641°N,2.184122°E                    |                                                                                                   |                                                 | Modifica les dades a Wikidata |
|        | Can Fargas                                              | masia                                              | Barcelona Horta-Guinardó la Font d'en Fargues                         |                      |                       | 41° 25′ 39″ N, 2° 09′ 53″ E / 41.42737961031817°N,2.1646042314117464°E  | bé cultural d'interès nacional                                                                    | Can Fargas                                      | Modifica les dades a Wikidata |
|        | Can Farinetes                                           | masia                                              | Barcelona les Corts                                                   |                      | enderrocat o destruït |                                                                         |                                                                                                   | Can Farinetes (les Corts)                       | Modifica les dades a Wikidata |
|        | Can Feu                                                 | masia                                              | Barcelona les Corts                                                   |                      | enderrocat o destruït | 41° 23′ 27″ N, 2° 07′ 45″ E / 41.390722°N,2.129243°E                    |                                                                                                   |                                                 | Modifica les dades a Wikidata |
|        | Can Figuerola                                           | masia                                              | Barcelona Horta-Guinardó Sant Genís dels Agudells                     |                      |                       | 41° 25′ 29″ N, 2° 08′ 23″ E / 41.4247°N,2.13983°E                       | bé cultural d'interès local                                                                       | Can Figuerola                                   | Modifica les dades a Wikidata |
|        | Can Frares                                              | masia                                              | Barcelona Horta-Guinardó Montbau                                      |                      | enderrocat o destruït | 41° 26′ 08″ N, 2° 08′ 39″ E / 41.435686°N,2.144211°E                    |                                                                                                   | Can Frares (Barcelona)                          | Modifica les dades a Wikidata |
|        | Can Gaig                                                | masia                                              | Barcelona Nou Barris Vilapicina i la Torre Llobeta                    |                      | enderrocat o destruït | 41° 25′ 48″ N, 2° 10′ 11″ E / 41.43007°N,2.169757°E                     |                                                                                                   |                                                 | Modifica les dades a Wikidata |
|        | Can Galvany                                             | masia casa pairal                                  | Barcelona Sant Gervasi-Galvany Sarrià - Sant Gervasi                  |                      |                       | 41° 23′ 49″ N, 2° 08′ 28″ E / 41.396991°N,2.141167°E                    | bé integrant del patrimoni cultural català bé amb protecció urbanística                           | Can Galvany-Castelló                            | Modifica les dades a Wikidata |
|        | Can Garcini                                             | masia                                              | Barcelona Horta-Guinardó el Guinardó                                  |                      |                       | 41° 25′ 05″ N, 2° 10′ 46″ E / 41.41819°N,2.17941°E                      | bé integrant del patrimoni cultural català bé amb protecció urbanística                           | Can Garcini                                     | Modifica les dades a Wikidata |
|        | Can Garrigó                                             | masia                                              | Barcelona Nou Barris Vilapicina i la Torre Llobeta                    |                      | enderrocat o destruït | 41° 25′ 44″ N, 2° 10′ 44″ E / 41.42884°N,2.17879°E                      |                                                                                                   |                                                 | Modifica les dades a Wikidata |
|        | Can Girapells                                           | masia                                              | Barcelona Horta-Guinardó                                              |                      | enderrocat o destruït |                                                                         |                                                                                                   | Can Girapells (Guinardó)                        | Modifica les dades a Wikidata |
|        | Can Glòria                                              | masia                                              | Barcelona Horta Horta-Guinardó                                        |                      | enderrocat o destruït | 41° 26′ 18″ N, 2° 09′ 11″ E / 41.438323°N,2.152939°E                    |                                                                                                   |                                                 | Modifica les dades a Wikidata |
|        | Can González                                            | masia                                              | Barcelona Horta-Guinardó Sant Genís dels Agudells                     |                      |                       | 41° 25′ 38″ N, 2° 08′ 10″ E / 41.42727°N,2.13611°E                      | bé integrant del patrimoni cultural català                                                        | Can González                                    | Modifica les dades a Wikidata |
|        | Can Gras                                                | masia                                              | Barcelona Horta Horta-Guinardó                                        |                      |                       | 41° 25′ 48″ N, 2° 09′ 43″ E / 41.43°N,2.16208°E                         | bé integrant del patrimoni cultural català bé amb protecció urbanística                           | Can Gras                                        | Modifica les dades a Wikidata |
|        | Can Grau                                                | masia                                              | Barcelona Horta-Guinardó el Carmel                                    |                      | enderrocat o destruït | 41° 25′ 30″ N, 2° 09′ 14″ E / 41.4249°N,2.15392°E                       | bé integrant del patrimoni cultural català                                                        | Mas Busquets                                    | Modifica les dades a Wikidata |
|        | Can Gresa                                               | masia                                              | Barcelona Horta-Guinardó Sant Genís dels Agudells                     |                      | enderrocat o destruït | 41° 25′ 37″ N, 2° 08′ 14″ E / 41.427017°N,2.13727°E                     |                                                                                                   | Can Gresa (Barcelona)                           | Modifica les dades a Wikidata |
|        | Can Llevallol                                           | masia                                              | Barcelona Sarrià - Sant Gervasi Vallvidrera, el Tibidabo i les Planes |                      |                       | 41° 24′ 38″ N, 2° 05′ 35″ E / 41.410474°N,2.093145°E                    | bé integrant del patrimoni cultural català bé amb protecció urbanística                           | Can Llevallol                                   | Modifica les dades a Wikidata |
|        | Can Mallol                                              | masia                                              | Barcelona Sarrià - Sant Gervasi Vallvidrera, el Tibidabo i les Planes |                      |                       | 41° 25′ 07″ N, 2° 04′ 14″ E / 41.4185457149529°N,2.07065802957809°E     |                                                                                                   |                                                 | Modifica les dades a Wikidata |
|        | Can Mandó                                               | masia                                              | Barcelona Sarrià - Sant Gervasi Vallvidrera, el Tibidabo i les Planes |                      |                       | 41° 25′ 13″ N, 2° 06′ 48″ E / 41.420239°N,2.11335°E                     | bé integrant del patrimoni cultural català                                                        | Can Mandó                                       | Modifica les dades a Wikidata |
|        | Can Mans                                                | masia                                              | Barcelona Horta-Guinardó el Carmel                                    |                      | enderrocat o destruït | 41° 25′ 14″ N, 2° 09′ 25″ E / 41.420583°N,2.156824°E                    |                                                                                                   |                                                 | Modifica les dades a Wikidata |
|        | Can Mariner                                             | masia                                              | Barcelona Horta Horta-Guinardó                                        |                      |                       | 41° 25′ 52″ N, 2° 09′ 38″ E / 41.4312°N,2.16048°E                       | bé cultural d'interès local                                                                       | Can Mariner (Horta-Guinardó)                    | Modifica les dades a Wikidata |
|        | Can Masdeu                                              | masia                                              | Barcelona Canyelles Horta Horta-Guinardó Nou Barris                   |                      |                       | 41° 26′ 44″ N, 2° 09′ 27″ E / 41.44555556°N,2.1575°E                    | bé integrant del patrimoni cultural català bé amb protecció urbanística                           | Can Masdeu                                      | Modifica les dades a Wikidata |
|        | Can Massó                                               | masia                                              | Barcelona Horta Horta-Guinardó                                        |                      |                       | 41° 26′ 46″ N, 2° 08′ 09″ E / 41.4461928315201°N,2.13579450739854°E     |                                                                                                   |                                                 | Modifica les dades a Wikidata |
|        | Can Mestres                                             | masia                                              | Barcelona Sarrià Sarrià - Sant Gervasi                                |                      |                       | 41° 24′ 24″ N, 2° 06′ 50″ E / 41.406628°N,2.114004°E                    | bé cultural d'interès local                                                                       | Can Mestres                                     | Modifica les dades a Wikidata |
|        | Can Mestres                                             | masia                                              | Barcelona Montjuïc Sants-Montjuïc                                     |                      |                       | 41° 21′ 31″ N, 2° 08′ 44″ E / 41.35868°N,2.14559°E                      | bé integrant del patrimoni cultural català                                                        |                                                 | Modifica les dades a Wikidata |
|        | Can Milans                                              | masia                                              | Barcelona Sant Andreu la Sagrera                                      |                      | enderrocat o destruït | 41° 25′ 15″ N, 2° 11′ 21″ E / 41.4208°N,2.18911°E                       | bé integrant del patrimoni cultural català                                                        |                                                 | Modifica les dades a Wikidata |
|        | Can Miralletes                                          | masia                                              | Barcelona Sant Martí el Camp de l'Arpa del Clot                       |                      |                       | 41° 24′ 50″ N, 2° 10′ 44″ E / 41.41395°N,2.17891°E                      | bé integrant del patrimoni cultural català                                                        | Can Miralletes                                  | Modifica les dades a Wikidata |
|        | Can Móra                                                | masia                                              | Barcelona Horta-Guinardó el Carmel                                    |                      |                       | 41° 25′ 04″ N, 2° 09′ 04″ E / 41.417873°N,2.151137°E                    | bé cultural d'interès local                                                                       | Can Mora                                        | Modifica les dades a Wikidata |
|        | Can Negre                                               | masia                                              | Barcelona Sarrià - Sant Gervasi les Tres Torres                       |                      | enderrocat o destruït | 41° 23′ 34″ N, 2° 07′ 54″ E / 41.392758°N,2.131639°E                    |                                                                                                   |                                                 | Modifica les dades a Wikidata |
|        | Can Negre                                               | masia                                              | Barcelona Sarrià - Sant Gervasi les Tres Torres                       |                      | enderrocat o destruït | 41° 23′ 36″ N, 2° 07′ 52″ E / 41.3933063617573°N,2.131208181381226°E    |                                                                                                   | Can Negre (Sarrià)                              | Modifica les dades a Wikidata |
|        | Can Papanaps                                            | masia                                              | Barcelona Horta Horta-Guinardó                                        |                      |                       | 41° 26′ 25″ N, 2° 08′ 51″ E / 41.44028°N,2.14752°E                      | bé integrant del patrimoni cultural català                                                        | Can Papanaps                                    | Modifica les dades a Wikidata |
|        | Can Pasqual                                             | masia                                              | Barcelona Sarrià - Sant Gervasi Vallvidrera, el Tibidabo i les Planes |                      |                       | 41° 25′ 00″ N, 2° 04′ 49″ E / 41.416633°N,2.080195°E                    | bé integrant del patrimoni cultural català                                                        | Can Pasqual                                     | Modifica les dades a Wikidata |
|        | Can Peguera                                             | masia                                              | Barcelona Can Peguera Nou Barris                                      |                      | enderrocat o destruït | 41° 26′ 04″ N, 2° 09′ 51″ E / 41.43448345585853°N,2.1641068747911887°E  |                                                                                                   |                                                 | Modifica les dades a Wikidata |
|        | Can Pereira                                             | masia                                              | Barcelona Sarrià - Sant Gervasi Vallvidrera, el Tibidabo i les Planes |                      |                       | 41° 25′ 42″ N, 2° 06′ 18″ E / 41.428302820884°N,2.104998722739°E        |                                                                                                   | Can Pereira                                     | Modifica les dades a Wikidata |
|        | Can Piteu                                               | masia                                              | Barcelona Horta-Guinardó                                              |                      |                       | 41° 25′ 33″ N, 2° 08′ 09″ E / 41.425964°N,2.13594°E                     | bé integrant del patrimoni cultural català bé amb protecció urbanística                           | Can Piteu                                       | Modifica les dades a Wikidata |
|        | Can Planes                                              | masia                                              | Barcelona Sant Martí Sant Martí de Provençals                         |                      |                       | 41° 25′ 16″ N, 2° 11′ 46″ E / 41.4212°N,2.19612°E                       | bé cultural d'interès local                                                                       | Can Planes (Barcelona)                          | Modifica les dades a Wikidata |
|        | Can Planes                                              | masia                                              | Barcelona la Maternitat i Sant Ramon les Corts                        |                      |                       | 41° 22′ 59″ N, 2° 07′ 23″ E / 41.383147°N,2.123082°E                    | bé cultural d'interès local                                                                       | Masia de Can Planes                             | Modifica les dades a Wikidata |
|        | Can Planàs                                              | masia                                              | Barcelona Horta-Guinardó el Guinardó                                  |                      |                       | 41° 24′ 59″ N, 2° 10′ 19″ E / 41.416398°N,2.171991°E                    | bé integrant del patrimoni cultural català bé amb protecció urbanística                           | Can Planàs                                      | Modifica les dades a Wikidata |
|        | Can Ponsà                                               | masia                                              | Barcelona Sarrià - Sant Gervasi Vallvidrera, el Tibidabo i les Planes |                      |                       |                                                                         | bé integrant del patrimoni cultural català                                                        |                                                 | Modifica les dades a Wikidata |
|        | Can Prats                                               | masia                                              | Barcelona Sarrià - Sant Gervasi les Tres Torres                       |                      |                       | 41° 23′ 45″ N, 2° 07′ 34″ E / 41.39585494995117°N,2.1261749267578125°E  |                                                                                                   | Can Prats                                       | Modifica les dades a Wikidata |
|        | Can Pujades                                             | masia                                              | Barcelona Sarrià - Sant Gervasi Vallvidrera, el Tibidabo i les Planes |                      | enderrocat o destruït |                                                                         | bé integrant del patrimoni cultural català                                                        |                                                 | Modifica les dades a Wikidata |
|        | Can Querol                                              | masia casa pairal                                  | Barcelona Horta Horta-Guinardó                                        |                      |                       | 41° 25′ 43″ N, 2° 09′ 49″ E / 41.428669°N,2.163481°E                    | bé cultural d'interès local                                                                       | Can Querol                                      | Modifica les dades a Wikidata |
|        | Can Quintana                                            | masia                                              | Barcelona Horta Horta-Guinardó                                        |                      | enderrocat o destruït | 41° 26′ 16″ N, 2° 09′ 43″ E / 41.437838°N,2.161875°E                    |                                                                                                   | Can Quintana (Barcelona)                        | Modifica les dades a Wikidata |
|        | Can Ramis                                               | masia                                              | Barcelona Sarrià - Sant Gervasi Vallvidrera, el Tibidabo i les Planes |                      | enderrocat o destruït |                                                                         | bé integrant del patrimoni cultural català                                                        |                                                 | Modifica les dades a Wikidata |
|        | Can Ramon de l'Ull                                      | masia                                              | Barcelona les Corts                                                   |                      | enderrocat o destruït | 41° 23′ 16″ N, 2° 07′ 40″ E / 41.387646°N,2.1277°E                      |                                                                                                   |                                                 | Modifica les dades a Wikidata |
|        | Can Raspall                                             | masia                                              | Barcelona Sarrià Sarrià - Sant Gervasi                                |                      |                       | 41° 23′ 29″ N, 2° 07′ 26″ E / 41.39144°N,2.12397°E                      | bé cultural d'interès local                                                                       | Can Raspall                                     | Modifica les dades a Wikidata |
|        | Can Rectoret                                            | masia                                              | Barcelona Sarrià - Sant Gervasi Vallvidrera, el Tibidabo i les Planes |                      | ruïnós                | 41° 25′ 37″ N, 2° 05′ 33″ E / 41.42694444°N,2.0925°E                    | bé integrant del patrimoni cultural català                                                        | Cal Rectoret (Vallvidrera)                      | Modifica les dades a Wikidata |
|        | Can Riera                                               | masia                                              | Barcelona Sant Martí la Verneda i la Pau                              |                      | en perill             | 41° 25′ 32″ N, 2° 11′ 52″ E / 41.425533°N,2.197665°E                    | bé integrant del patrimoni cultural català                                                        | Can Riera (Barcelona)                           | Modifica les dades a Wikidata |
|        | Can Ros                                                 | masia                                              | Barcelona Sant Andreu el Congrés i els Indians                        |                      |                       | 41° 25′ 34″ N, 2° 11′ 00″ E / 41.425984°N,2.18321°E                     | bé cultural d'interès local                                                                       | Ca l'Armera                                     | Modifica les dades a Wikidata |
|        | Can Rossell                                             | masia                                              | Barcelona Horta Horta-Guinardó                                        |                      | enderrocat o destruït | 41° 25′ 52″ N, 2° 09′ 03″ E / 41.431097°N,2.150886°E                    |                                                                                                   |                                                 | Modifica les dades a Wikidata |
|        | Can Rosés                                               | masia                                              | Barcelona les Corts                                                   |                      |                       | 41° 23′ 18″ N, 2° 08′ 05″ E / 41.388229°N,2.134692°E                    | bé cultural d'interès local                                                                       | Can Rosés                                       | Modifica les dades a Wikidata |
|        | Can Ràbia                                               | masia                                              | Barcelona Sant Gervasi-Galvany Sarrià - Sant Gervasi                  | 67                   |                       | 41° 23′ 37″ N, 2° 08′ 10″ E / 41.393673°N,2.136127°E                    | bé integrant del patrimoni cultural català                                                        | Can Balasc (Sant Gervasi)                       | Modifica les dades a Wikidata |
|        | Can Sabadell                                            | masia                                              | Barcelona Nou Barris el Turó de la Peira                              |                      | enderrocat o destruït | 41° 25′ 52″ N, 2° 10′ 16″ E / 41.43116°N,2.17103°E                      |                                                                                                   |                                                 | Modifica les dades a Wikidata |
|        | Can Sabadell                                            | masia                                              | Barcelona Sant Martí la Verneda i la Pau                              |                      |                       | 41° 25′ 37″ N, 2° 11′ 52″ E / 41.426859°N,2.197809°E                    | bé integrant del patrimoni cultural català                                                        | Can Sabadell (Barcelona)                        | Modifica les dades a Wikidata |
|        | Can Safont                                              | masia                                              | Barcelona Horta-Guinardó Sant Genís dels Agudells                     |                      |                       | 41° 25′ 40″ N, 2° 08′ 13″ E / 41.42778°N,2.136857°E                     | bé integrant del patrimoni cultural català                                                        | Can Safont                                      | Modifica les dades a Wikidata |
|        | Can Sala                                                | masia                                              | Barcelona Sants-Montjuïc la Bordeta                                   |                      |                       | 41° 22′ 04″ N, 2° 07′ 56″ E / 41.367668°N,2.132234°E                    | bé integrant del patrimoni cultural català                                                        |                                                 | Modifica les dades a Wikidata |
|        | Can Santgenís                                           | masia                                              | Barcelona Canyelles Nou Barris                                        |                      |                       | 41° 26′ 28″ N, 2° 09′ 40″ E / 41.44108°N,2.16105°E                      | bé integrant del patrimoni cultural català bé amb protecció urbanística                           | Can Sangenís                                    | Modifica les dades a Wikidata |
|        | Can Senillosa                                           | masia jardí públic                                 | Barcelona Sarrià Sarrià - Sant Gervasi                                |                      |                       | 41° 23′ 42″ N, 2° 07′ 26″ E / 41.395134°N,2.123915°E                    | bé cultural d'interès local                                                                       | Casa Senillosa                                  | Modifica les dades a Wikidata |
|        | Can Serra                                               | masia                                              | Barcelona Sarrià - Sant Gervasi Vallvidrera, el Tibidabo i les Planes |                      | ruïnós                | 41° 24′ 58″ N, 2° 03′ 35″ E / 41.416075°N,2.059816°E                    |                                                                                                   | Can Serra (Barcelona)                           | Modifica les dades a Wikidata |
|        | Can Sert                                                | masia                                              | Barcelona Gràcia Vallcarca i els Penitents                            |                      |                       | 41° 24′ 29″ N, 2° 08′ 54″ E / 41.4081°N,2.14824°E                       | bé cultural d'interès local                                                                       | Can Sert                                        | Modifica les dades a Wikidata |
|        | Can Sissí                                               | masia                                              | Barcelona Sarrià - Sant Gervasi Vallvidrera, el Tibidabo i les Planes | 260                  |                       | 41° 25′ 06″ N, 2° 05′ 55″ E / 41.418254°N,2.098635°E                    | bé integrant del patrimoni cultural català bé amb protecció urbanística                           | Cal Sissí                                       | Modifica les dades a Wikidata |
|        | Can Sitjar                                              | masia                                              | Barcelona Nou Barris Vilapicina i la Torre Llobeta                    |                      | enderrocat o destruït | 41° 25′ 45″ N, 2° 10′ 29″ E / 41.429272222222°N,2.1747444444444°E       |                                                                                                   | Can Sitjar (Nou Barris)                         | Modifica les dades a Wikidata |
|        | Can Sitjar Gran                                         | masia                                              | Barcelona Horta Horta-Guinardó                                        |                      |                       | 41° 26′ 16″ N, 2° 09′ 20″ E / 41.43777°N,2.15556°E                      | bé integrant del patrimoni cultural català bé amb protecció urbanística                           | Can Sitjar                                      | Modifica les dades a Wikidata |
|        | Can Sitjar Xic                                          | masia                                              | Barcelona Horta Horta-Guinardó                                        |                      |                       | 41° 26′ 13″ N, 2° 09′ 26″ E / 41.436836111111°N,2.1571333333333°E       |                                                                                                   |                                                 | Modifica les dades a Wikidata |
|        | Can Soler                                               | masia                                              | Barcelona Horta-Guinardó Sant Genís dels Agudells                     |                      |                       | 41° 25′ 31″ N, 2° 07′ 58″ E / 41.4254°N,2.13274°E                       | bé integrant del patrimoni cultural català bé amb protecció urbanística                           | Can Gener (Barcelona)                           | Modifica les dades a Wikidata |
|        | Can Solà                                                | masia                                              | Barcelona Nou Barris Porta                                            |                      | enderrocat o destruït | 41° 25′ 52″ N, 2° 10′ 33″ E / 41.431036°N,2.175969°E                    |                                                                                                   | Can Solà (Barcelona)                            | Modifica les dades a Wikidata |
|        | Can Sors                                                | masia                                              | Barcelona Horta-Guinardó el Guinardó                                  |                      |                       | 41° 25′ 05″ N, 2° 10′ 12″ E / 41.417953°N,2.170071°E                    |                                                                                                   | Escola del Mar (El Guinardó)                    | Modifica les dades a Wikidata |
|        | Can Tano                                                | masia                                              | Barcelona Sarrià - Sant Gervasi Vallvidrera, el Tibidabo i les Planes |                      |                       | 41° 25′ 32″ N, 2° 07′ 06″ E / 41.425531°N,2.118247°E                    | bé integrant del patrimoni cultural català                                                        | Can Tano                                        | Modifica les dades a Wikidata |
|        | Can Tarrida                                             | masia                                              | Barcelona Horta Horta-Guinardó                                        |                      | enderrocat o destruït | 41° 25′ 49″ N, 2° 09′ 20″ E / 41.430226°N,2.155642°E                    |                                                                                                   |                                                 | Modifica les dades a Wikidata |
|        | Can Tisó                                                | masia                                              | Barcelona Sant Andreu                                                 |                      |                       |                                                                         |                                                                                                   | Can Tisó                                        | Modifica les dades a Wikidata |
|        | Can Toda                                                | masia                                              | Barcelona Gràcia la Salut                                             |                      | enderrocat o destruït | 41° 24′ 55″ N, 2° 09′ 27″ E / 41.415388994276086°N,2.157413736552073°E  |                                                                                                   |                                                 | Modifica les dades a Wikidata |
|        | Can Traví Nou                                           | masia                                              | Barcelona Horta-Guinardó la Vall d'Hebron                             |                      |                       | 41° 25′ 52″ N, 2° 09′ 07″ E / 41.4311°N,2.15203°E                       | bé integrant del patrimoni cultural català bé amb protecció urbanística                           | Can Travi Nou                                   | Modifica les dades a Wikidata |
|        | Can Traví Vell                                          | masia                                              | Barcelona Horta-Guinardó la Vall d'Hebron                             |                      |                       | 41° 26′ 00″ N, 2° 09′ 07″ E / 41.433404°N,2.151816°E                    | bé integrant del patrimoni cultural català bé amb protecció urbanística                           | Can Travi Vell                                  | Modifica les dades a Wikidata |
|        | Can Trilla                                              | masia                                              | Barcelona Gràcia Vila de Gràcia                                       |                      |                       | 41° 24′ 12″ N, 2° 09′ 07″ E / 41.403459°N,2.151872°E                    | bé cultural d'interès local                                                                       | Can Trilla                                      | Modifica les dades a Wikidata |
|        | Can Turull                                              | masia                                              | Barcelona Gràcia Vallcarca i els Penitents                            | 117                  |                       | 41° 24′ 51″ N, 2° 08′ 52″ E / 41.414126°N,2.147796°E                    | bé integrant del patrimoni cultural català bé amb protecció urbanística                           | Can Turull (Barcelona)                          | Modifica les dades a Wikidata |
|        | Can Tusquets                                            | masia                                              | Barcelona Gràcia la Salut                                             |                      |                       | 41° 24′ 35″ N, 2° 09′ 16″ E / 41.40976°N,2.15458°E                      | bé cultural d'interès local                                                                       | Can Tusquets                                    | Modifica les dades a Wikidata |
|        | Can Valent                                              | masia                                              | Barcelona Nou Barris Porta                                            |                      |                       | 41° 26′ 07″ N, 2° 10′ 47″ E / 41.43531°N,2.17962°E                      | bé integrant del patrimoni cultural català bé amb protecció urbanística                           | Cal Valent (Nou Barris)                         | Modifica les dades a Wikidata |
|        | Can Valent Gran i Can Valent Petit                      | masia                                              | Barcelona Sants-Montjuïc la Bordeta                                   |                      |                       |                                                                         | bé integrant del patrimoni cultural català                                                        |                                                 | Modifica les dades a Wikidata |
|        | Can Vallhonesta                                         | masia                                              | Barcelona Horta Horta-Guinardó                                        | 172                  |                       | 41° 26′ 22″ N, 2° 08′ 47″ E / 41.439462°N,2.146501°E                    | bé integrant del patrimoni cultural català                                                        | Can Vallhonesta                                 | Modifica les dades a Wikidata |
|        | Can Verdaguer                                           | masia                                              | Barcelona Nou Barris Porta                                            |                      |                       | 41° 26′ 03″ N, 2° 10′ 45″ E / 41.43416484047494°N,2.1791053611433657°E  | bé cultural d'interès local                                                                       | Can Verdaguer (Nou Barris)                      | Modifica les dades a Wikidata |
|        | Can Vinyals de la Torre                                 | masia torre                                        | Barcelona la Maternitat i Sant Ramon les Corts                        |                      |                       | 41° 23′ 09″ N, 2° 07′ 25″ E / 41.385833333333°N,2.1236111111111°E       | bé cultural d'interès local                                                                       | Torre Rodona i Can Vinyals                      | Modifica les dades a Wikidata |
|        | Can Xiringall                                           | masia                                              | Barcelona Nou Barris Vilapicina i la Torre Llobeta                    |                      | enderrocat o destruït | 41° 25′ 32″ N, 2° 10′ 35″ E / 41.42562°N,2.176387°E                     |                                                                                                   | Can Xiringoi                                    | Modifica les dades a Wikidata |
|        | Can Xirot                                               | masia                                              | Barcelona Horta-Guinardó el Carmel                                    |                      | enderrocat o destruït | 41° 24′ 59″ N, 2° 09′ 15″ E / 41.416339333605734°N,2.1542962107096293°E |                                                                                                   |                                                 | Modifica les dades a Wikidata |
|        | Can Xoliu                                               | masia                                              | Barcelona Sarrià - Sant Gervasi Vallvidrera, el Tibidabo i les Planes |                      |                       | 41° 25′ 14″ N, 2° 06′ 54″ E / 41.420649°N,2.114918°E                    | bé integrant del patrimoni cultural català                                                        | Can Xoliu                                       | Modifica les dades a Wikidata |
|        | Casa del Guarda                                         | masia                                              | Barcelona Sarrià - Sant Gervasi Vallvidrera, el Tibidabo i les Planes |                      |                       | 41° 24′ 56″ N, 2° 05′ 49″ E / 41.4155309294992°N,2.09701349397452°E     |                                                                                                   | Casa del Guarda del Pantà de Vallvidrera        | Modifica les dades a Wikidata |
|        | Casa Vélez                                              | masia                                              | Barcelona Horta-Guinardó el Baix Guinardó                             |                      | enderrocat o destruït | 41° 24′ 56″ N, 2° 10′ 04″ E / 41.415662°N,2.1677°E                      |                                                                                                   |                                                 | Modifica les dades a Wikidata |
|        | el Zero                                                 | masia                                              | Barcelona Sarrià - Sant Gervasi Vallvidrera, el Tibidabo i les Planes |                      |                       | 41° 25′ 08″ N, 2° 06′ 23″ E / 41.4188911645343°N,2.10630065079817°E     |                                                                                                   |                                                 | Modifica les dades a Wikidata |
|        | Granja Montserrat                                       | masia                                              | Barcelona Nou Barris                                                  |                      |                       | 41° 27′ 51″ N, 2° 10′ 55″ E / 41.46413°N,2.18196°E                      | bé integrant del patrimoni cultural català                                                        | Granja Montserrat (Barcelona)                   | Modifica les dades a Wikidata |
|        | Granja Nova                                             | masia                                              | Barcelona Horta-Guinardó Montbau                                      |                      | enderrocat o destruït | 41° 25′ 42″ N, 2° 08′ 26″ E / 41.42844447225104°N,2.1406538173696044°E  |                                                                                                   |                                                 | Modifica les dades a Wikidata |
|        | l'Estela                                                | masia                                              | Barcelona les Corts                                                   |                      | enderrocat o destruït | 41° 23′ 15″ N, 2° 07′ 21″ E / 41.387387750952904°N,2.12244689974176°E   |                                                                                                   | Torre Estela                                    | Modifica les dades a Wikidata |
|        | La Budellera                                            | masia                                              | Barcelona Sarrià - Sant Gervasi Vallvidrera, el Tibidabo i les Planes |                      |                       | 41° 25′ 08″ N, 2° 06′ 39″ E / 41.418933°N,2.110762°E                    | bé integrant del patrimoni cultural català bé amb protecció urbanística                           | Casa de la Budellera                            | Modifica les dades a Wikidata |
|        | les Carasses                                            | masia                                              | Barcelona Sant Andreu Sant Andreu de Palomar                          |                      |                       | 41° 26′ 29″ N, 2° 11′ 29″ E / 41.441488°N,2.191311°E                    | bé cultural d'interès local                                                                       | Grup Escolar Ignasi Iglésias                    | Modifica les dades a Wikidata |
|        | Mas Bernal                                              | edifici residencial masia                          | Barcelona Sarrià Sarrià - Sant Gervasi                                |                      |                       | 41° 24′ 06″ N, 2° 07′ 10″ E / 41.40168380737305°N,2.1195180416107178°E  | bé amb elements d'interès bé amb protecció urbanística                                            |                                                 | Modifica les dades a Wikidata |
|        | Mas Casanovas                                           | masia                                              | Barcelona Horta-Guinardó el Baix Guinardó                             |                      | enderrocat o destruït | 41° 24′ 49″ N, 2° 10′ 17″ E / 41.41369°N,2.171495°E                     |                                                                                                   |                                                 | Modifica les dades a Wikidata |
|        | Mas de l'antic Jardí Botànic                            | masia                                              | Barcelona Montjuïc Sants-Montjuïc                                     |                      |                       | 41° 22′ 01″ N, 2° 09′ 14″ E / 41.36707°N,2.15385°E                      | bé integrant del patrimoni cultural català                                                        | Mas del Jardí Botànic                           | Modifica les dades a Wikidata |
|        | Mas de l'església de Santa Maria de Vallvidrera         | masia                                              | Barcelona Sarrià - Sant Gervasi Vallvidrera, el Tibidabo i les Planes |                      |                       | 41° 25′ 08″ N, 2° 05′ 58″ E / 41.418806°N,2.099427°E                    | bé integrant del patrimoni cultural català                                                        | Mas de l'església de Santa Maria de Vallvidrera | Modifica les dades a Wikidata |
|        | Mas Falcó                                               | masia                                              | Barcelona Gràcia Vallcarca i els Penitents                            |                      | enderrocat o destruït | 41° 24′ 56″ N, 2° 08′ 42″ E / 41.41543368040294°N,2.1449372615753295°E  |                                                                                                   |                                                 | Modifica les dades a Wikidata |
|        | Mas Guinardó                                            | masia                                              | Barcelona Horta-Guinardó el Guinardó                                  |                      |                       | 41° 25′ 06″ N, 2° 10′ 29″ E / 41.4184°N,2.17484°E                       | bé integrant del patrimoni cultural català bé amb protecció urbanística                           | Mas Guinardó                                    | Modifica les dades a Wikidata |
|        | Mas Pedra Alba                                          | masia                                              | Barcelona Pedralbes les Corts                                         |                      |                       | 41° 23′ 48″ N, 2° 06′ 25″ E / 41.396753°N,2.107023°E                    | bé integrant del patrimoni cultural català bé amb protecció urbanística                           | Mas Pedra Alba                                  | Modifica les dades a Wikidata |
|        | Mas Pins                                                | masia                                              | Barcelona Sarrià - Sant Gervasi Vallvidrera, el Tibidabo i les Planes |                      |                       | 41° 25′ 01″ N, 2° 04′ 27″ E / 41.4169525386413°N,2.07415085757832°E     |                                                                                                   | Mas Pins                                        | Modifica les dades a Wikidata |
|        | Mas Pomaret                                             | masia                                              | Barcelona Sant Gervasi - la Bonanova Sarrià - Sant Gervasi            |                      |                       | 41° 24′ 18″ N, 2° 07′ 25″ E / 41.404903°N,2.123615°E                    | bé integrant del patrimoni cultural català bé amb protecció urbanística                           | Mas el Pomaret                                  | Modifica les dades a Wikidata |
|        | Mas Sauró                                               | masia                                              | Barcelona Sarrià - Sant Gervasi Vallvidrera, el Tibidabo i les Planes |                      | enderrocat o destruït | 41° 24′ 56″ N, 2° 05′ 39″ E / 41.415608°N,2.094294°E                    | bé integrant del patrimoni cultural català                                                        | Mas Sauró                                       | Modifica les dades a Wikidata |
|        | Masia amb hort al torrent de la Carabassa               | masia                                              | Barcelona Horta-Guinardó                                              |                      |                       |                                                                         | bé integrant del patrimoni cultural català                                                        | Masia amb hort al torrent de la Carabassa       | Modifica les dades a Wikidata |
|        | Masia annexa a Can Tusquets i Sant Josep de la Muntanya | masia                                              | Barcelona Gràcia la Salut                                             |                      |                       | 41° 24′ 34″ N, 2° 09′ 15″ E / 41.40955°N,2.15415°E                      | bé integrant del patrimoni cultural català                                                        | Masia annexa a Can Tusquets                     | Modifica les dades a Wikidata |
|        | Masia Catalana                                          | masia                                              | Barcelona Sarrià - Sant Gervasi Vallvidrera, el Tibidabo i les Planes |                      |                       | 41° 25′ 20″ N, 2° 07′ 00″ E / 41.422112°N,2.116708°E                    | bé integrant del patrimoni cultural català bé amb protecció urbanística                           | Masia Catalana (Barcelona)                      | Modifica les dades a Wikidata |
|        | Torre de la Comanda de Sant Joan                        | masia                                              | Barcelona Sant Martí el Clot                                          | 7                    |                       | 41° 24′ 31″ N, 2° 11′ 33″ E / 41.40849°N,2.19249°E                      | bé cultural d'interès local                                                                       | Torre Sant Joan (Sant Martí)                    | Modifica les dades a Wikidata |
|        | Torre de Santa Caterina                                 | masia jardí                                        | Barcelona Pedralbes les Corts                                         |                      |                       | 41° 23′ 43″ N, 2° 06′ 22″ E / 41.395198°N,2.106157°E                    | bé cultural d'interès local                                                                       | Torre de Santa Caterina                         | Modifica les dades a Wikidata |
|        | Torre de Santa Margarida                                | masia capella                                      | Barcelona Sarrià - Sant Gervasi Vallvidrera, el Tibidabo i les Planes |                      | en perill             | 41° 24′ 24″ N, 2° 04′ 17″ E / 41.40673°N,2.071253°E                     | bé cultural d'interès local                                                                       | Torre de Santa Margarida (Barcelona)            | Modifica les dades a Wikidata |
|        | Torre del Fang                                          | masia casa pairal                                  | Barcelona Navas Sant Andreu                                           |                      | abandonat             | 41° 24′ 56″ N, 2° 11′ 29″ E / 41.415646°N,2.191357°E                    | bé cultural d'interès local                                                                       | Torre del Fang                                  | Modifica les dades a Wikidata |
|        | Torre del Rellotge                                      | masia                                              | Barcelona Sants Sants-Montjuïc                                        |                      |                       | 41° 22′ 27″ N, 2° 08′ 12″ E / 41.37423°N,2.13673°E                      | bé cultural d'interès local                                                                       | Torre del Rellotge (Sants)                      | Modifica les dades a Wikidata |
|        | Torre Llobeta                                           | masia casa pairal                                  | Barcelona Nou Barris Vilapicina i la Torre Llobeta                    |                      |                       | 41° 25′ 37″ N, 2° 10′ 27″ E / 41.42682885773563°N,2.1740301409803613°E  | bé cultural d'interès local                                                                       | Torre Llobeta                                   | Modifica les dades a Wikidata |
|        | Torre Mas Enrich                                        | masia                                              | Barcelona Horta Horta-Guinardó                                        |                      | en perill             | 41° 25′ 57″ N, 2° 09′ 24″ E / 41.4325°N,2.1566666666666667°E            | bé cultural d'interès local element de la Llista Vermella del Patrimoni                           | Torre Mas Enrich                                | Modifica les dades a Wikidata |
|        | Torre Ricarda                                           | masia                                              | Barcelona Sant Martí el Clot                                          |                      | enderrocat o destruït | 41° 24′ 45″ N, 2° 11′ 15″ E / 41.412459°N,2.187492°E                    |                                                                                                   |                                                 | Modifica les dades a Wikidata |
|        | Vil·la Joana                                            | masia                                              | Barcelona Sarrià - Sant Gervasi Vallvidrera, el Tibidabo i les Planes |                      |                       | 41° 25′ 11″ N, 2° 05′ 59″ E / 41.419755°N,2.0998°E                      | bé integrant del patrimoni cultural català bé amb protecció urbanística                           | Vil·la Joana                                    | Modifica les dades a Wikidata |
|        | Vil·la Molitor                                          | masia                                              | Barcelona Sarrià - Sant Gervasi Vallvidrera, el Tibidabo i les Planes |                      |                       | 41° 24′ 57″ N, 2° 06′ 08″ E / 41.4159671986027°N,2.10211682535061°E     | bé amb elements d'interès bé amb protecció urbanística                                            |                                                 | Modifica les dades a Wikidata |
|        | Vil·la romana de Can Cortada                            | vil·la romana                                      | Barcelona Horta Horta-Guinardó                                        |                      | enderrocat o destruït | 41° 26′ 10″ N, 2° 09′ 16″ E / 41.436093°N,2.154471°E                    |                                                                                                   |                                                 | Modifica les dades a Wikidata |
|        | vil·la romana de la Sagrera                             | vil·la romana                                      | Barcelona Sant Andreu la Sagrera                                      |                      |                       | 41° 25′ 23″ N, 2° 11′ 41″ E / 41.42302778°N,2.194625°E                  |                                                                                                   | Vil·la romana de la Sagrera                     | Modifica les dades a Wikidata |
|        | Vil·la Rosa                                             | masia                                              | Barcelona Sarrià - Sant Gervasi Vallvidrera, el Tibidabo i les Planes |                      |                       | 41° 25′ 08″ N, 2° 06′ 26″ E / 41.4187983177456°N,2.10710366378957°E     | bé amb elements d'interès bé amb protecció urbanística                                            | Vila-rica                                       | Modifica les dades a Wikidata |
|        | Ca l'Esquena Cremat                                     | masia                                              | l'Hospitalet de Llobregat                                             | 10                   |                       | 41° 21′ 32″ N, 2° 06′ 08″ E / 41.359°N,2.10217°E                        | bé cultural d'interès nacional                                                                    | Ca l'Esquena Cremat                             | Modifica les dades a Wikidata |
|        | Ca l'Esquerrer                                          | masia                                              | l'Hospitalet de Llobregat                                             |                      |                       | 41° 20′ 55″ N, 2° 05′ 40″ E / 41.3486°N,2.09434°E                       | bé cultural d'interès local                                                                       | Ca l'Esquerrer                                  | Modifica les dades a Wikidata |
|        | Ca n'Oliver                                             | masia                                              | l'Hospitalet de Llobregat                                             |                      |                       | 41° 21′ 37″ N, 2° 05′ 51″ E / 41.3603°N,2.09757°E                       | bé cultural d'interès local                                                                       | Ca n'Oliver                                     | Modifica les dades a Wikidata |
|        | Cal Capella                                             | masia                                              | l'Hospitalet de Llobregat                                             |                      |                       | 41° 20′ 22″ N, 2° 06′ 28″ E / 41.339422°N,2.107748°E                    | bé integrant del patrimoni cultural català                                                        |                                                 | Modifica les dades a Wikidata |
|        | Cal Gotlla                                              | masia                                              | l'Hospitalet de Llobregat                                             |                      |                       | 41° 21′ 10″ N, 2° 07′ 25″ E / 41.352818°N,2.123745°E                    | bé cultural d'interès local                                                                       | Cal Gotlla                                      | Modifica les dades a Wikidata |
|        | Cal Masover Nou                                         | masia                                              | l'Hospitalet de Llobregat                                             |                      |                       | 41° 20′ 39″ N, 2° 06′ 02″ E / 41.3443°N,2.10064°E                       | bé cultural d'interès local                                                                       | Cal Masover Nou                                 | Modifica les dades a Wikidata |
|        | Cal Plana                                               | masia                                              | l'Hospitalet de Llobregat                                             |                      |                       | 41° 21′ 59″ N, 2° 06′ 49″ E / 41.3664422276473°N,2.11349927668257°E     |                                                                                                   |                                                 | Modifica les dades a Wikidata |
|        | Can Colom                                               | masia                                              | l'Hospitalet de Llobregat                                             |                      |                       | 41° 22′ 00″ N, 2° 07′ 54″ E / 41.3666°N,2.13156°E                       | bé cultural d'interès local                                                                       | Can Colom                                       | Modifica les dades a Wikidata |
|        | Can Pau de l'Arna                                       | masia                                              | l'Hospitalet de Llobregat                                             |                      |                       | 41° 21′ 32″ N, 2° 05′ 53″ E / 41.359°N,2.09798°E                        | bé cultural d'interès local                                                                       | Can Pau de l'Arna                               | Modifica les dades a Wikidata |
|        | Can Riera                                               | masia                                              | l'Hospitalet de Llobregat                                             |                      |                       | 41° 21′ 41″ N, 2° 05′ 49″ E / 41.3613°N,2.09699°E                       | bé cultural d'interès local                                                                       | Can Riera                                       | Modifica les dades a Wikidata |
|        | Can Rigalt                                              | masia                                              | l'Hospitalet de Llobregat                                             |                      | en perill             | 41° 22′ 35″ N, 2° 06′ 30″ E / 41.376301°N,2.108265°E                    | bé cultural d'interès local                                                                       | Can Rigalt                                      | Modifica les dades a Wikidata |
|        | Can Samsó                                               | masia                                              | l'Hospitalet de Llobregat                                             |                      |                       | 41° 21′ 45″ N, 2° 06′ 49″ E / 41.3624°N,2.11368°E                       | bé cultural d'interès local                                                                       | Can Samsó                                       | Modifica les dades a Wikidata |
|        | Can Sumarro                                             | masia                                              | l'Hospitalet de Llobregat                                             |                      |                       | 41° 21′ 37″ N, 2° 05′ 48″ E / 41.3602°N,2.09664°E                       | bé d'interès cultural bé cultural d'interès nacional                                              | Can Sumarro                                     | Modifica les dades a Wikidata |
|        | Can Trabal                                              | masia                                              | l'Hospitalet de Llobregat                                             |                      |                       | 41° 20′ 43″ N, 2° 05′ 47″ E / 41.345393°N,2.096496°E                    | bé cultural d'interès local                                                                       | Can Trabal (l'Hospitalet de Llobregat)          | Modifica les dades a Wikidata |
|        | Castell de Bellvís                                      | casa forta masia                                   | l'Hospitalet de Llobregat                                             |                      |                       | 41° 22′ 08″ N, 2° 07′ 28″ E / 41.368944444444445°N,2.1244722222222223°E | bé cultural d'interès nacional                                                                    | Castell de Bellvís                              | Modifica les dades a Wikidata |
|        | Granja Font                                             | masia                                              | l'Hospitalet de Llobregat                                             |                      |                       | 41° 21′ 43″ N, 2° 06′ 28″ E / 41.362°N,2.10777°E                        | bé cultural d'interès local                                                                       | Granja Font                                     | Modifica les dades a Wikidata |
|        | l'Escorça                                               | masia                                              | l'Hospitalet de Llobregat                                             |                      |                       | 41° 22′ 05″ N, 2° 07′ 52″ E / 41.3681°N,2.13099°E                       | bé cultural d'interès local                                                                       | L'Escorça                                       | Modifica les dades a Wikidata |
|        | la Remunta                                              | masia                                              | l'Hospitalet de Llobregat                                             |                      |                       | 41° 21′ 35″ N, 2° 05′ 37″ E / 41.35961°N,2.093514°E                     | bé cultural d'interès local                                                                       | La Remunta                                      | Modifica les dades a Wikidata |
|        | Palauet de Can Buxeres. Casa pairal de ca n'Alemany     | masia edifici residencial                          | l'Hospitalet de Llobregat                                             |                      |                       | 41° 21′ 54″ N, 2° 05′ 46″ E / 41.364871978759766°N,2.0961461067199707°E |                                                                                                   |                                                 | Modifica les dades a Wikidata |
|        | Torre Gran                                              | masia                                              | l'Hospitalet de Llobregat                                             |                      |                       | 41° 20′ 21″ N, 2° 06′ 12″ E / 41.339045°N,2.103273°E                    | bé cultural d'interès local                                                                       |                                                 | Modifica les dades a Wikidata |
|        | Can Petroli                                             | masia                                              | Sant Adrià de Besòs                                                   |                      |                       | 41° 25′ 23″ N, 2° 12′ 51″ E / 41.423064878259°N,2.21410266656158°E      |                                                                                                   | Can Petroli                                     | Modifica les dades a Wikidata |
|        | Can Rigalt                                              | masia                                              | Sant Adrià de Besòs                                                   |                      |                       | 41° 26′ 00″ N, 2° 12′ 59″ E / 41.4334°N,2.216317°E                      | bé cultural d'interès local                                                                       | Can Rigalt (Sant Adrià de Besòs)                | Modifica les dades a Wikidata |
|        | Can Serra                                               | masia                                              | Sant Adrià de Besòs                                                   |                      |                       | 41° 25′ 42″ N, 2° 12′ 45″ E / 41.428222°N,2.212375°E                    | bé cultural d'interès local                                                                       | Can Serra (Sant Adrià de Besòs)                 | Modifica les dades a Wikidata |
|        | Can Bachs                                               | masia                                              | Santa Coloma de Gramenet                                              |                      | enderrocat o destruït | 41° 27′ 13″ N, 2° 12′ 20″ E / 41.453722°N,2.205481°E                    |                                                                                                   |                                                 | Modifica les dades a Wikidata |
|        | Can Jané                                                | masia                                              | Santa Coloma de Gramenet                                              |                      | enderrocat o destruït | 41° 26′ 46″ N, 2° 12′ 38″ E / 41.446025°N,2.210428°E                    |                                                                                                   | Can Jané (Santa Coloma de Gramenet)             | Modifica les dades a Wikidata |
|        | Can Mariner                                             | masia                                              | Santa Coloma de Gramenet                                              |                      |                       | 41° 26′ 54″ N, 2° 12′ 43″ E / 41.44836°N,2.211939°E                     | bé cultural d'interès local                                                                       | Can Mariner (Santa Coloma de Gramenet)          | Modifica les dades a Wikidata |
|        | Can Pascali                                             | masia                                              | Santa Coloma de Gramenet                                              |                      | enderrocat o destruït |                                                                         |                                                                                                   | Can Pascali                                     | Modifica les dades a Wikidata |
|        | Can Peixauet                                            | masia                                              | Santa Coloma de Gramenet                                              |                      |                       | 41° 26′ 39″ N, 2° 12′ 37″ E / 41.444147°N,2.210155°E                    | bé cultural d'interès local                                                                       | Can Peixauet                                    | Modifica les dades a Wikidata |
|        | Can Zam                                                 | masia                                              | Santa Coloma de Gramenet                                              |                      |                       | 41° 27′ 22″ N, 2° 12′ 14″ E / 41.456118°N,2.203777°E                    | bé cultural d'interès local                                                                       | Can Zam                                         | Modifica les dades a Wikidata |
|        | Casa de la Comadrona                                    | masia                                              | Santa Coloma de Gramenet                                              |                      |                       | 41° 27′ 57″ N, 2° 12′ 36″ E / 41.4657581803776°N,2.20987509836291°E     |                                                                                                   |                                                 | Modifica les dades a Wikidata |
|        | Mas Fonollar                                            | masia                                              | Santa Coloma de Gramenet                                              |                      |                       | 41° 27′ 13″ N, 2° 12′ 21″ E / 41.453609°N,2.205949°E                    | bé cultural d'interès local                                                                       | Mas Fonollar                                    | Modifica les dades a Wikidata |
|        | Masia al carrer Nou, 6                                  | masia                                              | Santa Coloma de Gramenet                                              | 25                   |                       | 41° 27′ 11″ N, 2° 12′ 20″ E / 41.453188°N,2.205572°E                    | bé cultural d'interès local                                                                       | Masia al carrer Nou, 6                          | Modifica les dades a Wikidata |
|        | masia de la Torribera                                   | masia                                              | Santa Coloma de Gramenet                                              |                      |                       | 41° 27′ 46″ N, 2° 12′ 50″ E / 41.462639°N,2.213948°E                    | bé cultural d'interès local                                                                       | Masia de la Torribera                           | Modifica les dades a Wikidata |
|        | Torre Pallaresa                                         | masia casa forta                                   | Santa Coloma de Gramenet                                              |                      |                       | 41° 27′ 53″ N, 2° 13′ 04″ E / 41.4646°N,2.21769°E                       | bé d'interès cultural bé cultural d'interès nacional                                              | Torre Pallaresa                                 | Modifica les dades a Wikidata |
|        | Torre Roja                                              | masia                                              | Santa Coloma de Gramenet                                              |                      |                       | 41° 26′ 16″ N, 2° 12′ 40″ E / 41.4377804451086°N,2.21108832385578°E     |                                                                                                   |                                                 | Modifica les dades a Wikidata |